# Warszawa moja miłość
Warszawa moja miłość – siódmy longplay polskiego piosenkarza Jerzego Połomskiego, wydany w 1974 roku nakładem wydawnictwa muzycznego Polskie Nagrania „Muza”. Album zawiera 13 utworów wykonywanych przez wokalistę.
W 1997 roku wydano na płycie kompaktowej reedycję albumu, poszerzoną o utwory „Piosenka o mojej Warszawie”, „Chcecie to wierzcie”, „Jak Cię odnaleźć”, „Tutaj w Warszawie”, „Dziewczyna z Warszawy”, „Warszawskie dziewczyny” oraz „Dziewczęta z Nowolipek”. Album ukazał się nakładem tej samej wytwórni płytowej, co jego pierwsza wersja.

## Lista utworów
Opracowano na podstawie materiału źródłowego.
Strona A
1. „Preludium deszczowe” (muz. Jerzy Derfel, sł. Wanda Chotomska)
2. „Biała Warszawa” (muz. R. Snurawa, sł. Jonasz Kofta)
3. „Na moście Poniatowskiego” (muz. Jerzy Derfel, sł. Konstanty Ildefons Gałczyński)
4. „Menuet dla króla Sasia” (muz. Jerzy Andrzej Marek, sł. Jonasz Kofta)
5. „Warszawski kalendarz” (muz. Józef Sikorski, sł. Wojciech Mann)
6. „Jestem u siebie” (muz. Jerzy Derfel, sł. Jonasz Kofta)

Strona B
1. „Nie do wiary” (muz. Włodzimierz Kruszyński, Adam Skorupka, sł. Jacek Korczakowski)
2. „W Warszawie zbawa” (muz. Włodzimierz Kruszyński, Adam Skorupka, sł. Wanda Sieradzka)
3. „Z dawnych dni sen się śni” (muz. Tadeusz Kierski, sł. Wanda Chotomska)
4. „Dla nas Warszawa” (muz. Adam Skorupka, sł. Jacek Korczakowski)
5. „Do zobaczenia na Trasie” (muz. J. Margot, sł. Mirosław Łebkowski, Stanisław Werner)
6. „Warszawa fason trzyma” (muz. Marek Sart, sł. Jerzy Miller)
7. „Targ na Mariensztacie” (muz. Ryszard Sielicki, sł. Jerzy Ficowski)